# Привличане
„Привличане“ е български игрален филм от 2018 година на режисьора Мартин Макариев, по сценарий на Яна Маринова, Борислав Захариев, Георги Ангелов и Александър Чобанов. Оператор е Иван Вацов. Музиката е на Неди Джон Крос и Васил Иванов - Декстър. Англоезичният текст е на Владимир Михайлов. Разпространители на филма са „Лента“ и „Free Dolphin Entertainment“

## Сюжет
Внимание:  Текстът по-долу разкрива сюжета на произведението (или части от него)!
Младата учителка по история Лора Ангелова е разкъсвана между любовта си към училището, което баща ѝ е основал, и миналото си на състезател по спортни танци. Колегите ѝ я уважават, а учениците я обожават. Всичко изглежда безоблачно до мига, в който директорският пост в гимназията е овакантен и Ангелова се оказва в пряка конкуренция с амбициозната си и коварна колежка Великова. Повереният на Лора 12-и клас също е изправен пред проблеми. Диана, дъщеря на основния спонсор на елитното училище, е красива и разглезена и не пропуска да демонстрира пищния си начин на живот. Тя смята, че на света няма нещо, което да не може да се купи със секс или пари. Дори това да е гаджето на най-добрата ѝ приятелка Соня. Манипулациите на Диана водят до разразяването на скандал, в центъра на който е секс клипче с нейни съученици, заснето в танцовата зала на Лора Ангелова. Междувременно в училището е назначен нов преподавател по музика – Калин Соколов, поп звезда и новоизлюпен продуцент. Училищните връзки неизменно ще го оплетат. Чия страна обаче ще избере той? И има ли изобщо страна, или всеки е сам за себе си? Месец преди абитуриентския бал на своя клас Лора Ангелова ще трябва да докаже на всички, че верният избор винаги е по-труден, но си струва! .

## Актьорски състав
| Роля                        | Изпълнител               |
| --------------------------- | ------------------------ |
| Лора Ангелова               | Яна Маринова             |
| Калин Соколов               | Александър Сано          |
| Диана Борисова              | Луиза Григорова-Макариев |
| Ирена Великова              | Койна Русева             |
| Борисов                     | Башар Рахал              |
| Соня                        | Радина Боршош            |
| Васил                       | Живко Симеонов           |
| „Тромбона“                  | Михаил Недялков          |
| Мими                        | Клои Рахал               |
| Бобо                        | Спартак Тодоров          |
| Киро                        | Васил Илиев              |
| Нина                        | Анастасия Левордашка     |
| Желев                       | Владимир Цветанов        |
| Никол                       | Надя Керанова            |
| Стоев                       | Владимир Пенев           |
| Сашо                        | Живко Сираков            |
| Радинова                    | Карла Рахал              |
| на „Тромбона“ майка му      | Николета Лозанова        |
| диджей                      | Васко Иванов - Dexter    |
| рапър                       | Марко Маринкович         |
| доктор в ресебомед          | Александър Ангелов       |
| Богданов                    | Калоян Патерков          |
| сервитьор                   | Хари Рангелов            |
| Манолова                    | Василена Събева          |
| продавачка на сладолед      | Марина Щерева            |
| газаджия                    | Методи Нанев             |
| работник                    | Антон Бачваров           |
| продавачка в бутик          | Доротеа Павлова          |
| продавачка в WEA            | Наталия Асенова          |
| Ученици от класа и училище: |                          |
|                             | Сияна Грошаева           |
|                             | Емануил Александров      |
|                             | Калин Петков             |
|                             | Магдалена Русинова       |
|                             | Боян Ферджиев            |
|                             | Далиа Хаджииванова       |
|                             | Елена Петренко           |
|                             | Кристина Асенова         |
|                             | Сиана Даскалова          |
|                             | Красимира Пулева         |
|                             | Златина Жекова           |
|                             | Златина Стоянова         |
|                             | Кристияна Първанова      |
|                             | Филип Шопов              |
|                             | Никола Желязков          |
|                             | Стефан Николов           |
|                             | Борис Диков              |